# 阿布地力艾则孜·买提那斯尔
阿布地力艾则孜·买提那斯尔（1957年—），新疆和田人，维吾尔族，中华人民共和国政治人物、第十一届全国人民代表大会新疆地区代表。
担任新疆维吾尔自治区伊斯兰教协会常委。2008年起担任全国人大代表。